# Наноалмаз
Наноалмаз, ультрадисперсный алмаз — углеродная наноструктура. Имеет кристаллическую решётку типа алмаза: планаксиальный класс кубической сингонии, две гранецентрированных решётки Браве, сдвинутые друг относительно друга на 1/4 главной диагонали. Характерный размер одного нанокристалла 1÷10 нанометров. Наноалмазы, или ультрадисперсные алмазы, можно рассматривать как специфический наноуглеродный материал, входящий в семейство наноуглеродных кластеров вместе с фуллеренами, нанотрубками, нанографитом, «луковичной» формой углерода. Алмазные частицы обладают различными физико-химическими свойствами, отличающимися от иных форм углерода. Свойства наноалмазов существенным образом зависят от метода получения.
Существует несколько способов получения алмазных наночастиц. Среди них наиболее распространены следующие:
- получение из природных алмазов физическими методами;
- синтез при сверхвысоких давлениях и температурах;
- электронно- и ионно-лучевые методы, использующие облучение углеродсодержащего материала пучками электронов и ионами аргона;
- химическое осаждение углеродосодержащего пара при высоких температурах и давлениях;
- детонационный синтез;
- электрохимическое осаждение на аноде.

## Детонационные наноалмазы (ДНА)
В СССР под руководством Е. И. Забабахина учёные ВНИИТФ в 1962 г. К. В. Волков, В. В. Даниленко и В. И. Елина синтезировали алмазы ударным сжатием графита и сажи в сферических и цилиндрических ампулах сохранения, а в 1963 г для повышения выхода алмаза использовали сжатие смеси графита с металлом-охладителем. В 1962 г. Даниленко предложил замену ампульного синтеза на безампульный с проведением взрывов во взрывной камере. При этом графит помещался непосредственно в цилиндрический заряд из сплава тротил/гексоген ТГ40, а для подавления графитизации и снижения скорости разгрузки образующегося алмаза заряд окружался водяной оболочкой. Это обеспечило резкое увеличение выхода алмаза. В июле 1963 г был выполнен контрольный опыт с зарядом без графита, подтвердивший предположение о синтезе алмаза из углерода продуктов детонации (ПД). На основании фазовой диаграммы углерода и значений P,t точки Жуге при детонационном разложении взрывчатого вещества было показано, что свободный углерод должен конденсироваться в форме алмаза. При этом взрывчатое вещество должно обладать отрицательным кислородным балансом. Главным преимуществом конденсации атомарного углерода продуктов детонации по сравнению с синтезом из графита является то, что в данном процессе отсутствует необходимость расходования энергии и времени на разрушение или перестройку исходной кристаллической решётки графита. Проблема в этом случае заключается в сохранении ультрадисперсного алмаза (УДА) от окисления и графитизации. В 1963—1965 гг показано решающее значение охлаждения ПД за счёт превращения потенциальной энергии ПД в кинетическую энергию оболочки, окружающей заряд. Заряд ПГ 40, сформированный в форме удлинённого цилиндра, давал выход УДА 8-12 % от массы заряда при содержании УДА в шихте до 75 %. В США первое сообщение о синтезе УДА появилось только в 1988 г. Их содержание в саже, по сообщению авторов, составило 25 %. Таким образом, России принадлежит приоритет в синтезе детонационных наноалмазов. Однако, несмотря на серию удачных экспериментальных работ в самом начале 60-х гг, далее исследования были практически приостановлены, поскольку интенсивное развитие в то время получало исследование и производства алмазов каталитического синтеза, а внедрение новых методик синтеза УДА встретило препятствие со стороны неподготовленной промышленности. В 1982 г синтез наноалмазов был налажен сразу в нескольких научных центрах СССР, однако мощности производства существенно превосходили потребность в наноалмазах. В 1993 г ряд производств был свернут и вплоть до 2003 г его не возобновляли. До настоящего времени сохранились производства ДНА в Санкт-Петербурге, Снежинске, Беларуси и на Украине. В последнее время интерес к ДНА начал проявляться у исследователей во всем мире.
ДНА получают путём химических превращений на фронте детонационной волны при взрыве мощных взрывчатых веществ (смесь тротила и гексогена). В газах, образующихся при детонации ряда взрывчатых веществ, содержится значительное количество свободного углерода, из которого в условиях высоких температуры и давлений, достигаемых при взрыве, формируется алмазная фаза углерода. Наноалмаз- самая устойчивая термодинамическая форма углерода. На сегодняшний день не существует единой теории образования ДНА.Согласно представлениям о термодинамике образования ДНА, основным аспектом, обеспечивающим возможность возникновения алмазов в процессе адиабатического распада углерода взрывчатого вещества с отрицательным кислородным балансом, является факт конденсации свободного углерода в алмазной или жидкой фазе. Адиабатическое расширение продуктов детонации следует за детонацией. При этом условия стабильности алмаза сохраняются недолго.
Если плотность продуктов детонации близка к начальной плотности взрывчатого вещества, то условия стабильности алмаза сменяются условиями стабильности графита. При адиабатическом разлёте давление продуктов детонации падает быстрее температуры, поэтому термодинамическое состояние углеродной компоненты оказывается в области устойчивости графита при высокой температуре, что способствует фазовому переходу алмаза в графит. Но при некоторой температуре скорость графитизации понижается и поэтому на этих (последних) стадиях разлёта продуктов детонации количество углерода, перешедшего из алмазной фазы в графитную, становится пренебрежимо малым — это «заморозка» графитизации и сохранение алмазной фазы. Таким образом, переход алмаз-графит происходит при условии превышения температуры заморозки графитизации. Если Т>>Тзам, то весь алмаз успевает превратиться в графит, и в остывших продуктах детонации УДА не обнаруживается. Таким образом, температура имеет решающее значение, и в этом процессе она во многом определяется конфигурацией заряда (теплопроводностью среды). Оптимальными условиями образования УДА в детонационной волне и его сохранения является относительно высокое давление при низкой температуре продуктов детонации, соответствующие точке Чепмена-Жуге.
Таким образом, в детонационном синтезе наноалмазов присутствуют 3 стадии:
1.Образование свободного углерода в результате детонационного превращения взрывчатого вещества.
2.Быстрое расширение продуктов детонации и охлаждение алмазных частиц ниже температуры графитизации.
3.Интенсивный тепломассообмен между продуктами детонации и средой, окружающей заряд.
Начиная с конца 90-х, НА использовались как компонент сорбентов смазок, полировочных композиций и как добавка к электролитическим и др. осадительным ваннам. До сих пор много потенциальных применений этого наноматериала, включая биомедицинские области и области структурных композитов, остаются неосвоенными.
Детонационный синтез алмазов является сравнительно дешёвым и быстрым по времени способом производства искусственных алмазов. Однако, среди семейства искусственных алмазов детонационные наноалмазы на сегодняшний день занимают наименее выгодное положение. Это обусловлено многими факторами: трудоемкая технология очистки алмазов детонационного синтеза, вызванная как низким процентным содержанием алмазного углерода в продуктах детонации, так и дополнительным загрязнением со стороны детонационной камеры; высокая степень их полидисперсности как следствие стихийности детонационного процесса. Но главным, по-видимому, препятствием к широкому использованию ДНА является невоспроизводимость получаемого продукта в партиях, выраженная в разноразмерности, разном элементном и функциональном составе; отсутствие единого стандарта параметров среди разных производителей и как следствие, точного определения наноалмаза детонационного синтеза. Поэтому, любые работы по исследованию, модифицированию, нахождению новых областей применения ДНА, являются актуальными, поскольку открывают пути использования данного продукта. Это объясняет повышенный интерес исследователей во всем мире в 2000-х годах к наноалмазам вообще и к детонационным наноалмазам в частности, как к наиболее доступным из всего семейства алмазов.
В настоящее время термин «наноалмаз» применяется, вообще говоря, к нескольким объектам: наноалмазные кристаллы, встречающиеся в метеоритах, кристаллические зерна поликристаллических алмазных плёнок и, наконец, наноалмазные порошки и суспензии, получаемые методом детонационного синтеза.
УДА можно получать с заданными свойствами и успешно применять в качестве сорбентов, катализаторов, лекарственных препаратов.

## Наноалмазы в космосе
Учёные из Исследовательского центра им. Эймса при NASA считают, что инфракрасный космический телескоп «Спитцер» сможет обнаружить в космосе алмазы. При помощи компьютерных моделей, исследователям удалось разработать стратегию обнаружения алмазов, длина которых составляет около нанометра. Астрономы надеются, что эти крохотные частицы помогут узнать многое о том, как развивались в космосе богатые углеродом молекулы, основные составляющие жизни на Земле. См. также ст.
Предположение о возможном существовании частиц алмаза в межзведной среде впервые было высказано в 1985 г. Соболевым В. В. (Горный институт, г. Днепропетровск) на III Всесоюзном совещании по детонации (г. Таллин). Полная версия доклада была опубликована в 1987 г. в журнале «Физика горения и взрыва» (№ 1), в 1993 г. в журнале «Геохимия» (№ 9). В статье рассматривался возможный сценарий образования алмаза из атомарного углерода. В процессе формирования планет СС в протопланетном пылегазовом облаке в качестве «строительного материала» находились и алмазные частицы, размер которых составлял от нескольких единиц до десятков нанометров. Рассеянные в земной коре наноалмазы явились идеальными подложками для роста монокристаллов (алмазы коренных месторождений). Высказано предположение о наиболее вероятных источниках «законсервированных» реликтовых наноалмазов.